# Со Ёсинари
Со Ёсинари (яп. 宗 義成, 1604—1657) — японский политический и военный деятель, самурайский полководец. Глава самурайского рода Со, второй правитель княжества Цусима-хана (1615—1657). Старший сын и преемник Со Ёситоси. После смерти отца отправился в Эдо и получил признание от Токугава Иэясу и Токугава Хидэтада качестве второго даймё Цусима-хана. 1635 году Ёсинари подписал договор с корейской династией Чосон.